# Coto (reino)
Coto, Couto o Coctú fue un reino indígena que existió en el siglo XVI en la región sureste de Costa Rica, en la vertiente del Pacífico, en las llanuras del actual cantón de Buenos Aires, provincia de Puntarenas. Sus habitantes son mencionados en documentos de esa época con el nombre de cotos, coctos o coctu. Pertenecían al área cultural conocida hoy como Área Intermedia, y se encontraban emparentados con los muiscas y los borucas y otros pueblos del tronco lingüístico chibchense.

## Territorio
El reino de Coctú se hallaba situado principalmente alrededor de la cuenca del río Grande de Térraba, conocido como Valle del Diquís, en el Pacífico sur de Costa Rica. El asentamiento principal se encontraba en la confluencia entre los ríos Sierpe y Grande de Térraba.

## Historia

### Primer contacto con los españoles
El primer contacto que tuvieron los habitantes de Coto con los españoles se produjo durante el recorrido que efectuó el conquistador Gil González Dávila por el litoral pacífico costarricense, en 1522. Según la relación hecha por Andrés de Cereceda, tesorero de la expedición, Coto se hallaba tierra adentro, a doce leguas (66 kilómetros) de los dominios de un rey llamado Boto, y a 13 (71.5 kilómetros) de los de otro monarca llamado Guaycara. De la relación de Cereceda no queda claro si el nombre de Coto era el del reino o el de su rey, ya que aunque habla del "cacique Coto", en el mismo párrafo menciona a otros dos, Dujura y Debova: 

"El cacique Coto está 12 leguas adelante: la tierra adentro, bautizáronse 3 ánimas; aquí se hubieron de esta provincia, con lo que dieron los caciques Dujura y Dabova, 541 pesos de oro".

 En todo caso, los españoles permanecieron poco tiempo allí y no parece que su estadía en el lugar haya sido satisfactoria, dado el escasísimo número de bautizados y el reducido monto del oro que lograron obtener allí.

### Enfrentamiento con los españoles
A fines de febrero de 1563, cuando el alcalde mayor Juan Vázquez de Coronado llegó a los dominios de Corrohore, rey de los quepoa, éste le solicitó ayuda para rescatar a su hermana Dulcehe, que se encontraba prisionera de los cotos, lo que permite suponer que había habido fuertes enfrentamientos entre ambos reinos. Vázquez de Coronado envió una avanzada de 25 soldados al mando de Francisco de Marmolejo, que al entrar en el palenque fortaleza de los cotos fue atacada furiosamente y tuvo que retirarse al cabo de dos horas de lucha, con 22 heridos, entre ellos el propio Marmolejo. Vázquez de Coronado acudió en auxilio de la tropa de Marmolejo y logró a los cotos a rendirse, según informó al Rey Don Felipe II: 

"... ofrecíles en nombre de Vuestra Majestad perdón de lo hecho y exhortéles a que dejasen predicar el santo evangelio y diesen la obediencia a Vuestra Majestad. Sin embargo destas diligencias estuvieron rebeldes, sin querer abrir las puertas de los palenques ni dar la paz, aunque con modos de ella me detuvieron en pláticas hasta que pusieron sus mujeres, hijos y haciendas en salvo, y haciéndome resistencia me dijeron que me volviese y apartase del palenque, apercibiendo las armas; lo cual visto por los soldados arremetieron al fuerte y le ganaron, sin que muriese a este tiempo indio alguno, de que no poco contento recibí."

 Vázquez de Coronado demostró además su humanidad característica al no permitir que se tomase ninguna represalia contra los vencidos, a pesar de que algunos de sus soldados deseaban saquear la población.
Cuando los españoles entraron en la población, los reyes de Coto se habían retirado a la sierra vecina, pero el buen trato que el alcalde mayor dio a los que habían quedado en el fuerte hizo que algunos días después regresasen. Los monarcas, que aparentemente eran dos en cada población, hicieron las paces con los españoles, dieron obediencia al Rey Carlos I y pusieron en libertad a la princesa Dulcehe y a otros ocho o diez súbditos de Corrohore a los que también tenían cautivos, en compensación de lo cual Vázquez de Coronado hizo darles hachas, chaquiras y otras cosas de valor. En ese mismo tiempo llegó a Coto el rey de Turucaca, Xiriara, quien también rindió obediencia al monarca castellano. Vázquez de Coronado hizo las amistades entre todos los reyes indígenas, y Corrohore regresó a su reino, mientras que el alcalde mayor continuaba recorriendo los territorios aledaños a Coto, hasta que un tiempo después retornó también a Quepo.

### Historia posterior de Coto
En junio de 1563, algunos meses después de que Vázquez de Coronado abandonase Coto, su lugarteniente Antonio Álvarez Pereyra emprendió desde Garcimuñoz una expedición a la región, con sesenta hombres muy bien equipados. Debido a las inclemencias de la estación lluviosa, la expedición perdió prácticamente todos los bagajes y los caballos, y al llegar a Coto la abandonaron también los guías quepoa que llevaba consigo. En el lugar denominado Cía, Álvarez Pereyra fundó una ciudad a la que denominó Nueva Cartago, pero debido a la falta de víveres, al mes los expedicionarios abandonaron la población y regresaron a Coto. Sin embargo, Coto se había rebelado contra la autoridad española, al parecer debido a los malos tratos de Álvarez Pereyra y sus gentes. Los españoles tuvieron que retirarse a Boruca, hasta que la falta de alimentos los decidió a abandonar la región.
En enero de 1569, en el ilegal repartimiento de encomiendas efectuado por el gobernador Pero Afán de Ribera y Gómez, se incluyó a Coto, y se consignó el nombre de sus cuatro reyes: Caña y Sazora en la principal de las poblaciones fortificadas, y Abuzarrá y Cebaca en la otra. Se calculó que entre las dos había unos 800 indígenas, 500 en la mayor y 300 en la menor, pero interpretaciones recientes sugieren que ese número se refiere únicamente a los varones en capacidad de tributar y que la población real de Coto debía ser de unas 4000 personas, 2500 en una población y 1500 en la otra, lo cual se acerca más a la cifra de 1600 hombres de combate calculada por Vázquez de Coronado. En la distribución de encomiendas, los habitantes de Coto fueron adjudicados "con sus palenques, barrios y estancias y sujetos, con sus caciques y principales e lo demás a ellos anexo e perteneciente" a Diego López de Ribera y Paz, hijo del propio Gobernador, lo cual es un indicativo de la importancia que se atribuía a este reino indígena. Sin embargo, en aquellos momentos la autoridad española sobre Coto era puramente nominal, y la enorme distancia que existía entre Coto y la ciudad de Cartago impedían hacer efectiva la encomienda otorgada.
En enero de 1570 Afán de Ribera salió de Cartago con el propósito de explorar la Tierra Adentro, cruzó la cordillera hoy llamada de Talamanca y llegó hasta las sabanas de Chiriquí. Desde allí, el gobernador envió a su hijo Diego López de Ribera y Paz a buscar víveres y un lugar apropiado para fundar una ciudad. López de Ribera llegó hasta Coto, a unos palenques situados en un paraje mencionado con el nombre de "las Biritecas", y que sin duda eran los de los pueblos-fortaleza de su hipotética encomienda. Allí pudo conseguir gran cantidad de maíz y otras provisiones, lo que decidió a su padre a fundar el 6 de marzo de 1571 la ciudad de Nombre de Jesús en la vera del río Grande de Térraba, a unas 5 leguas (27.5 kilómetros) de Coto, que junto con otras naciones indígenas de las vecindades fue incluido en la jurisdicción de la nueva población.
La presencia española en la región posiblemente conllevó la aparición en Coto de enfermedades contra las cuales los indígenas no tenían defensa, y la consiguiente muerte de muchos de ellos. Otros deben haberse retirado a las montañas para escapar de la autoridad española y de los trabajos forzosos. No obstante, cabe señalar que Nombre de Jesús tuvo una vida efímera, ya que fue abandonada a principios de 1572.
Después de la desaparición de Nombre de Jesús y hasta la apertura del llamado camino de mulas a Panamá a principios de 1601, no hubo casi ninguna presencia de los españoles en la región; pero las comunidades indígenas de Coto también deben haberse extinguido paulatinamente, ya que prácticamente no volvieron a ser mencionadas. En 1611, el Visitador Pedro Sánchez Araque consignó que Quepo era "el último pueblo de lo reducido", y en un documento de 1622 el Cabildo de Cartago señaló que en el camino a Panamá, además de Quepo, solamente existía un pueblo indígena llamado Sevaca, nombre que corresponde a uno de los reyes de Coto mencionados en 1569. Sin embargo, ese pueblo debe haber desaparecido poco después, ya que no vuelve a ser mencionado. El 26 de noviembre de 1625 el presidente de la Real Audiencia de Panamá informó al Rey Don Felipe IV que los indígenas cotos y borucas habían sido pacificados y pidió que se les asignase un sacerdote que los catequizara, a lo cual accedió el monarca en una Real Cédula de 13 de julio de 1627. Sin embargo, en 1629, a consecuencia de quejas dadas al Gobernador de Costa Rica frey Don Juan de Echáuz y Velasco sobre los asaltos que efectuaban los borucas sobre los conductores de mulas que viajaban entre Costa Rica y Panamá, se envió a Celidón de Morales a pacificarlos y reducirlos. Morales los agrupó en dos pueblos a los que denominó San Diego de Acuña y San Juan de Calahorra, que parecen haber sido el antecedente de la posterior reducción de Boruca, en la cual parecen haberse fusionado los Borucas junto con los sobrevivientes del antiguo pueblo de Coto.

## Cultura

### Actividades económicas y guerreras de Coto

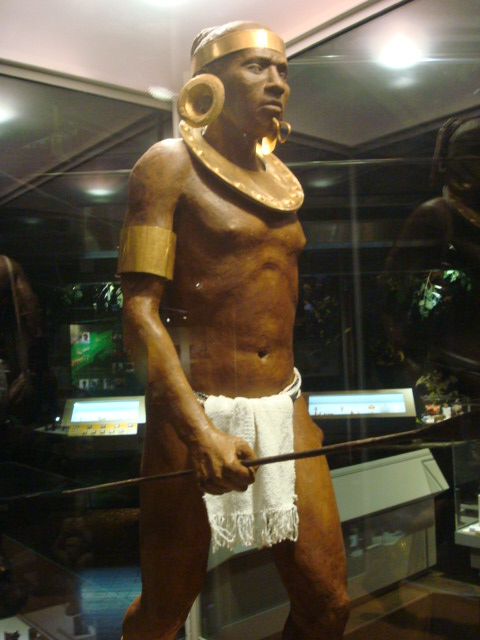
Guerrero precolombino ataviado para la batalla con objetos ceremoniales de oro. Coctú se caracterizó por la fiereza de sus guerreros (incluidas las mujeres) y su riqueza en oro. Museo del Oro Precolombino. San José de Costa Rica.

Según consignó Vázquez de Coronado, los habitantes de Coto eran ricos en oro y tenían mucho algodón, maíz, frijoles, frutas, puercos de monte, dantas y venados. En dos ríos caudalosos cercanos a sus poblaciones fortificadas había abundante pesca. Dormían en hamacas, teniendo a mano su armas, y utilizaban unos pequeños bancos, porque eran enemigos de sentarse en el suelo.
Trabajaban el oro en piezas muy finas, tenían muy buena loza y llevaban ropa muy delgada de algodón. Las labores de hilado las realizaban los ancianos. Las mujeres cultivaban maíz en los campos aledaños, que después conducían a la población, porque los varones se dedicaban principalmente a la guerra. Se trataba de un pueblo muy belicoso, que había despoblado con guerra más de cuarenta pueblos de su comarca, entre ellos uno llamado Ucacara, en cuyas vecindades había un río del que se extraía oro. Empleaban como armas unas lanzas de veinte palmos y más, varas, estolicas y rodelas de cuero de danta, y sus mujeres les ayudaban en la guerra dándoles varas y lanzas y tirando piedras "por cuyo respeto las llaman los Güetares y otras naciones biritecas, que es lo propio que amazonas." En un pequeño cerro contiguo a la población fortificada había gran cantidad de cabezas y cuerpos muertos de los prisioneros de guerra; sin embargo, no eran antropófagos. Las mujeres y los niños que hacían prisioneros eran destinados a la esclavitud, hasta que moría el rey y entonces eran sacrificados y enterrados con él.
El Alcalde Mayor consignó además que "... es gente lucida, lábranse los brazos y cuerpos, son indios de buen juicio, tratan verdad."

### Los pueblos fortificados de Coto
Vázquez de Coronado informó al Presidente de la Audiencia de Guatemala que en Coto había al menos dos poblaciones fortificadas, una con ochenta y cinco grandes casas, en cada una de las cuales cabían cerca de cuatrocientas personas, y la otra con doce. Con respecto a la primera escribió: 

« [...] tenía solas dos puertas, una al este y otra al oeste; era cercado de dos palizadas a manera de albaradas; tenía mucha cantidad de hoyos a la redonda; en las dos puertas tenía tres palizadas y los hoyos en más cantidad; había en el fuerte ochenta y cinco casas redondas, de cucuruchos como bóvedas; cabrían en cada una dellas cuatrocientos hombres. Estaban las casas puestas por orden no vista: junto a la puerta estaba una casa, luego delante dos y luego tres, y de tres en tres iban ciertas hileras, de cuatro en cuatro iban otras, y a la otra puerta tornaban a disminuir por la misma orden hasta quedar en una, en la proporción dicha. hacia la parte del norte había una quebrada grandísima, a la parte del sur otra no menor, por manera que solamente podía ser ganado el fuerte por las dos puertas, y es así que ganada la primera casa se habían de ganar las dos segundas, y ganadas éstas las terceras, y así por sus hileras tenían hechos callejones entre las casa, por los cuales se mandaban en tal manera que las casas estaban algo altas del suelo, tenían troneras y estaban apartes de industria por cercar, por tal modo que dende ellas, sin ser vistos, herían (a) los que entraban en el fuerte; y pasada la primera casa eran heridos de tres casas, y pasadas las tres heran heridos de cuatro sin ver quién los hería.»

 Vázquez calculó que entre las dos poblaciones había más de 1600 hombres de pelea.